# Messor subgracilinodis
Messor subgracilinodis es una especie de hormiga del género Messor, subfamilia Myrmicinae. 

## Distribución
Esta especie se encuentra en China, Irán y Turkmenistán.